# László Szalma
László Szalma (* 27. Oktober 1957 in Nagymaros, Komitat Pest) ist ein ehemaliger ungarischer Weitspringer. Von 1976 bis 1990 stand er dreizehnmal im Finale bei Halleneuropameisterschaften, erreichte zehnmal den Endkampf der besten acht Springer und gewann sechs Medaillen.
1976 belegte der 18-jährige Szalma bei den Halleneuropameisterschaften in München mit 7,36 m den zehnten Platz. Seine erste Medaille gewann er bei den Halleneuropameisterschaften 1977 in San Sebastián. Mit 7,78 m lag er nur hinter den beiden Deutschen Hans Baumgartner (West) und Lutz Franke (Ost) zurück. 1978 siegte er bei den Halleneuropameisterschaften in Mailand mit 7,83 m vor dem Belgier Ronald Desruelles. Bei den Europameisterschaften in Prag schied er mit 7,53 m in der Qualifikation aus.
1980 sprang er bei den Halleneuropameisterschaften in Sindelfingen 7,55 m und wurde Zehnter. Im Weitsprungfinale der Olympischen Spiele in Moskau fehlten die Springer aus den USA wegen des Olympiaboykotts. Trotzdem entwickelte sich ein hochklassiger Wettbewerb mit acht Springern jenseits der Acht-Meter-Marke. Es siegte Lutz Dombrowski vor seinem DDR-Landsmann Frank Paschek, Laslo Szalma fehlten nach 8,13 m als Viertem fünf Zentimeter zur Bronzemedaille Walerij Pidluschnyjs.
Bei den Halleneuropameisterschaften 1981 in Grenoble wurde Szalma ebenfalls Vierter, und wie in Moskau fehlten ihm nach 7,90 m fünf Zentimeter zur Bronzemedaille. In der Freiluftsaison gewann er den Titel bei der Universiade. 1982 wurde er bei den Halleneuropameisterschaften in Mailand mit 7,78 m Fünfter und lag dabei fünf Zentimeter hinter Silber und Bronze. Bei den Europameisterschaften in Athen wurde Szalma Elfter mit 7,74 m.
Im Jahr darauf holte er vor heimischem Publikum bei den Halleneuropameisterschaften 1983 in Budapest holte er vor heimischem Publikum seinen zweiten Hallen-EM-Titel nach 1978. Mit 7,95 m siegte er vor seinem Landsmann Gyula Pálóczi. Bei den Weltmeisterschaften in Helsinki traf Szalma zum ersten Mal bei internationalen Meisterschaften auf die besten Amerikaner. Szalma belegte mit 8,12 m den vierten Platz hinter den drei US-Amerikanern Carl Lewis, Jason Grimes und Mike Conley Sr., wobei Conley die Bronzemedaille nur wegen des besseren zweitbesten Sprungs gewann.
Bei den Hallenweltspiele 1985 in Paris-Bercy, dem Vorläufer der Hallenweltmeisterschaften, belegte Szalma mit 7,85 m den vierten Platz. Kurz danach verpasste er bei den Halleneuropameisterschaften in Piräus verpasste Szalma bei gleicher Weite zum Sieger eine bessere Platzierung durch den schlechteren zweitbesten Sprung. Mit 8,15 m wurde er Zweiter hinter Pálóczi, der in Bercy Zweiter hinter Jan Leitner geworden war; in Piräus wurde Leitner Vierter. Im Sommer 1985 sprang Szalma seinen letzten ungarischen Weitsprungrekord mit 8,30 m. Bei den Halleneuropameisterschaften 1986 in Madrid sprang Szalma 8,24 m und gewann Silber hinter dem für die Sowjetunion startenden Armenier Robert Emmijan.
1987 sprang er bei den Halleneuropameisterschaften in Liévin sprang Szalma 8,07 m und wurde Vierter. Vierzehn Tage später wurde er bei den Hallenweltmeisterschaften in Indianapolis Sechster mit 7,87 m. Im Olympiajahr 1988 gewann er bei den Halleneuropameisterschaften in Budapest Silber mit 8,03 m hinter dem Niederländer Frans Maas. Bei den Olympischen Spielen in Seoul sprangen sechs Springer über die Acht-Meter-Marke, Szalma wurde mit exakt 8,00 m Sechster.
1989 wurde er bei den Halleneuropameisterschaften in Den Haag mit 8,06 m Vierter. Bei den Hallenweltmeisterschaften in Budapest gewann Larry Myricks (USA) vor dem Deutschen Dietmar Haaf. Szalma verpasste mit 8,10 m die Bronzemedaille um einen Zentimeter gegenüber Mike Conley. Bei den Halleneuropameisterschaften 1990 in Glasgow wurde Szalma mit 7,56 m Fünfzehnter. Er beendete seine große Karriere nach Platz 34 in der Qualifikation bei den Olympischen Spielen 1992 in Barcelona.
Szalma war Ungarischer Landesmeister 1978, 1980, 1981, 1982, 1983, 1985 und 1988, in der Halle gewann er den Meistertitel von 1977 bis 1984 und von 1986 bis 1990. Er stellte von 1977 bis 1985 acht ungarische Landesrekorde im Weitsprung auf. Sein letzter Rekord hat noch heute Bestand (Stand 2020). Bei einer Körpergröße von 1,91 m hatte Szalma ein Wettkampfgewicht von 78 kg.

## Persönliche Bestleistungen
- Weitsprung: 8,30 m, 7. Juli 1985, Budapest
  - Halle: 8,24 m, 22. Februar 1986, Madrid